# Georges Eugène Charles Beauvisage
 (avril 2019).
Si vous disposez d'ouvrages ou d'articles de référence ou si vous connaissez des sites web de qualité traitant du thème abordé ici, merci de compléter l'article en donnant les références utiles à sa vérifiabilité et en les liant à la section « Notes et références ».
Georges Eugène Charles Beauvisage est un homme politique et un scientifique français, né à Paris le 29 janvier 1852, mort à Lyon le 8 avril 1925.

## Éléments biographiques
D'abord employé à la caisse des dépôts et consignations, de 1869 à 1875, où son père est chef de cabinet du directeur général, il poursuit des études de médecine à Paris, et devient docteur en médecine en 1881, puis agrégé d'histoire naturelle en 1883. Chargé de cours de botanique  à la faculté de médecine de Lyon il est également directeur du Jardin Botanique de la faculté de médecine et de pharmacie de Lyon. Il obtient le diplôme de pharmacien en 1891. Il est nommé professeur titulaire en 1903. 
Il est l'un des artisans du développement du Jardin botanique de Lyon au Parc de la Tête d'Or. Il a beaucoup travaillé sur les collectes de Nouvelle-Calédonie du Révérend Père Xavier Montrouzier. Il a été membre de la Société botanique de France. 
Il est élu sénateur du Rhône (1909-1920), membre du groupe de la Gauche démocratique. Depuis 1896, il était conseiller municipal puis adjoint au maire de Lyon.
Il est promu officier de la Légion d'honneur en 1908.
Il est mort le 8 avril 1925 à Lyon et est inhumé au cimetière du Père-Lachaise (4e division).

## Quelques publications
- Contribution à l'étude des origines botaniques de la gutta-percha - Paris : G. Carpentier , 1881
- Les galles utiles - Paris : O. Doin , 1883
- La Course des faisceaux dans la tige du « Dioscorea Batatas » - Lyon : Association typographique, 1888
- Observations sur deux roses prolifères - Lyon : Association typographique, 1887
- Remarques sur la classification des fruits et la déhiscence des capsules - Lyon : H. Georg, 1888
- Guide au Jardin Botanique de la Faculté de Lyon  - Lyon : H. Georg, 1889
- L'Inuline dans les « Ionidium », étude anatomique du faux ipécacuanha blanc du Brésil (« Ionidium Ipecacuanha »), note sur un faux ipécacuanha strié noir - Bâle, Lyon, Genève : H. Georg , 1889
- Les matières grasses naturelles - 1890
- Exposé des titres et travaux scientifiques - Lyon : Association typographique, 1891 Lire en ligne
- Herborisations dans l'Argonne - Lyon : Association typographique, 1891
- Les matières grasses, caractères, falsifications et essai des huiles, beurres, graisses, suifs et cires - Paris : J.-B. Baillière et fils , 1891 Lire en ligne
- Révision de quelques genres de plantes néo-calédoniennes du R. P. Montrouzier - Paris : J.-B. Baillière et fils, 1894
- Toxicité des graines de ricin - Paris : J.-B. Baillière et Fils , 1894
- Cercueils pharaoniques en bois d'if - Lyon : Association typographique, 1895
- Recherches sur quelques bois pharaoniques - Le bois d'if - Paris, 1896 - Tirage à part du Recueil de travaux relatifs à la philologie et à l'archéologie égyptiennes et assyriennes
- Recherches sur quelques bois pharaoniques - le bois d'ébène - Paris, 1897 - Tirage à part du Recueil de travaux relatifs à la philologie et à l'archéologie égyptiennes et assyriennes
- Deuxième note sur l'herbier du R. P. Montrouzier, le genre Eutrecasteauxia Montr - Annales de la société botanique de Lyon, XII, 1897
- Notice sur le Révérend Père Xavier Montrouzier, botaniste en Nouvelle-Calédonie - Paris : J.-B. Baillière et fils, 1898
- L'Education laïque. Discours prononcé à la Distribution des Prix des Écoles primaires de filles du 3e Arrondissement de Lyon le 28 juillet 1900 - Lyon : Decléris et fils , 1900
- Genera montrouzierana, plantarum Novae Caledoniae - Ed. : J.-B. Baillière et fils, 1901
- Guide des étudiants au Jardin botanique de la Faculté de médecine et de pharmacie de Lyon, donnant les caractères des principales familles végétales avec un nouveau plan d'ensemble du Jardin et quatre plans partiels, 1903
- Conseils aux voyageurs pour les récoltes d'échantillons botaniques de plantes utiles, médicinales, alimentaires ou industrielles, 1904
- Avec A. Guillaumin - Species Montrouzieranae seu enumeratio plantarum in Nova Caledonia terrisque adjacentibus a R.P. Montrouzier lectarum - Impr. de A. Rey, 1914
- L'infériorité scientifique de la Kultur - Extrait des conférences organisées en 1916 par l'Association française pour l'avancement des sciences
- Pour l'esprit de qualité contre l'esprit de quantité - 1917
- L'Idéal latin - Paris : Chaix , 1917 - Conférence faite à Dijon, le 25 février 1917
- Maintenant... ! Réformons l'éducation-nationale. Précédé d'une introduction par M. Edouard Herriot - Paris, E. Figuière , 1919

## Éponymie
Un genre et deux espèces lui sont dédiés :
- Beauvisagea Pierre (famille des Sapotacées)
- Xanthostemon beauvisagei Pamp. (1905), Myrtacée de Nouvelle-Calédonie
- Palaquium beauvisagei Burck (1885), Sapotacée de Sumatra.

Une rue de Lyon commémore son nom.

## Sources
- « Georges Eugène Charles Beauvisage », dans le Dictionnaire des parlementaires français (1889-1940), sous la direction de Jean Jolly, PUF, 1960 [détail de l’édition]